# Загунис, Мариэль
Мариэль Лэй Загунис (англ. Mariel Leigh Zagunis; род. 3 марта 1985 года в Портленде, штат Орегон) — американская фехтовальщица на саблях, двукратная олимпийская чемпионка, пятикратная чемпионка мира. Стала второй американской фехтовальщицей в истории, победившей на Олимпийских играх. Кроме того, Мариэль первой среди фехтовальщиц была выбрана в качестве знаменосца своей сборной на церемонии открытия летних Олимпийских игр 2012 года.

## Биография
Родители Мариэль, Роберт и Кэти в молодости занимались греблей. Оба выступали в составе сборной США на Олимпийских играх 1976 года в Монреале. Братья Мариэль, Мартин и Меррик, также являются фехтовальщиками. Мариэль окончила Университет Нотр-Дам, где увлекалась антропологией. Имеет литовские корни.

## Спортивная карьера
Загунис стала первой американкой, выигравшей молодёжный чемпионат мира в 2002 году. Затем в 2003 и 2004 годах она повторила свой успех. Загунис стала самой молодой фехтовальщицей, выигрывавшей чемпионат мира. В октябре 2005 года на чемпионате мира в Лейпциге Мариэль завоевала золото в командных соревнованиях. Год спустя на чемпионате мира в Турине Загунис дошла до финала, где проиграла другой американке Ребекке Уорд. Мариэль стала первой в истории олимпийской чемпионкой в женской сабле на Олимпиаде в Афинах-2004, когда этот вид фехтования был впервые включен в программу игр (только личный турнир), повторила свой успех на Олимпиаде в Пекине-2008. В составе сборной США она дважды завоевывала бронзовые медали олимпиад в командном турнире. Она пять раз фехтовала в финалах личного турнира чемпионатов мира, дважды подряд — в 2009 и 2010 годах завоевав титул чемпионки мира, и трижды выиграв серебряные медали. В составе сборной США она девять раз была призером чемпионатов мира, в том числе трижды завоевывала золотые медали.

## Лондон 2012
к25 июля 2012 года Загунис была выбрана знаменосцем своей национальной сборной на церемонии открытия. Но Мариэль не оправдала возложенных на неё ожиданий. Она проиграла в полуфинале будущей победительнице кореянке Ким Джи Ён 13—15, а в схватке за бронзовую медаль Загунис проиграла украинке Ольге Харлан 10—15.

## Токио 2021
26 июля 2021 года 36-летняя Загунис проиграла в четвертьфинале личного турнира саблисток своей ровеснице россиянке Софье Великой со счетом 8—15, пропустив в концовке боя семь ударов подряд.